# جداجد محدبة الجناح
جداجد مُحدبة الجناج (الاسم العلمي: Prophalangopsidae)، فصيلة حشرات من رتبة مستقيمات الأجنحة. تضم العديد من الأجناس أغلبها منقرض وخمسة منها حية واحد في أمريكا الشمالية وأربعة في آسيا.